# Leo Spauls

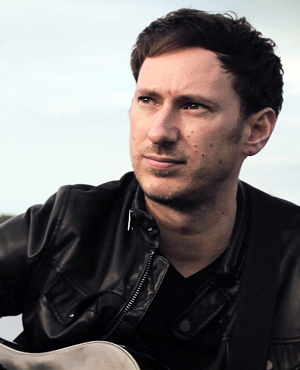
Leo Spauls (2016)

Leo Magnus Anders Spauls (geboren am 21. März 1977 in Stockholm als Spåls Leo Magnus Anders Spålséus) ist ein schwedischer Sänger, Schauspieler, Regisseur und Musiker.

## Leben
Spauls begann seine Karriere in der Schauspielertruppe Stockholms Blodbad zusammen mit Freunden aus der Kindheit – Henrik Dorsin, Michael Lindgren und Erik Wernquist – bei Sagateatern in Lidingö bei Stockholm. Er verließ die Gruppe, um seine eigene Theatergruppe, Dr. Benway beim Theater Pero in Stockholm zu etablieren. Unter anderem mit Inszenierungen von Burroughs und Ludwig van. Spauls arbeitete auch beim Königlichen Dramatischen Theater in Stockholm.
2012 inszenierte Spauls einen Beitrag in Lars von Triers Kunstinstallation GESAMT, mit einer Interpretation von Molly Bloom nach James Joyce’ Ulysses, an der Stig Ossian Ericson teilnahm.
2016 veröffentlichte Leo Spauls in Zusammenarbeit mit Conny Wand sein Debütalbum als Sänger und Komponist, „Allt det som är du“ und 2018 erschien „Heaven’s Deep Blue Sky“, eine Kollaboration mit David Bowies Pianisten Mike Garson.